# MSW Aviation
MSW Aviation est une société suisse de construction d'avion.

## Historique
La société fut fondée en 1991 sous le nom MSW AG par Max Vogelsang à Wohlen (Suisse). Au début les activités de MSW concernait surtout les moteurs de sport.

## Activités
Aujourd'hui les activités principales de MSW concernent surtout l'aéronautique et la réalisation de pièces en composites. Ainsi MSW construit, restaure et répare des aéronefs divers. L'une des spécialités de l'entreprise est la restauration de Bücker Jungmann et elle assure aussi la maintenance de warbirds tels que le P-51 Mustang et Pilatus P-2.
Un autre point important est la modification d'appareils existants notamment les avions de voltige. MSW construit aussi ses propres avions de voltige :
- le MSW One Design, monoplace de voltige
- le MSW Votec 322, biplace de voltige
- le MSW Votec 351, monoplace de voltige

## Implantations
La société est basée à Wohlen mais possède un hall d'assemblage à Birrfeld.

## Sources
- (de) Site de l'entreprise
- (en) Article dans le Flight International 4950 du 7-13 septembre 2004